# MyQ Solution
Společnost MyQ vyvíjí software pro správu tisku a řešení pro digitalizaci dokumentů pro multifunkční tiskárny. Sídlo společnosti se nachází v Praze.

## Dějiny
MyQ začínalo jako oddělení pro vývoj software v české firmě JANUS, která uvedla na český trh multifunkční tiskárny značky Kyocera. V roce 2007 se MyQ stalo samostatnou společností.
Manažerské a kapitálové propojení společností MyQ a JANUS bylo ukončeno v roce 2018.  Společnost MyQ se plně osamostatnila a společnost JANUS se stala dceřinou společností KYOCERA Document Solutions Europe a byla přejmenována na KYOCERA Document Solutions Czech. 

## Ocenění
V roce 2020 získala edice MyQ X Enterprise ocenění BLI (Buyers Lab) 2021 Software Pick v kategorii Software pro zobrazování dokumentů.